# Ванредно стање у Републици Србији
Ванредно стање се на територији Републике Србије од 1999. уводило 3 пута. Првог пута разлог је било НАТО бомбардовање СРЈ, затим убиство премијера Зорана Ђинђића, а након тога пандемија корона вируса.

## Преглед увођења и укидања ванредног стања у Србији
- 24. марта 1999. године, на територији Републике Србије проглашен је посебан вид ванредног стања — ратно стање, због НАТО бомбардовања СРЈ. Председник Савезне Републике Југославије, Слободан Милошевић, подржао је предлог народне скупштине и ангажман Председника Србије, Милана Милутиновића, чиме је стање непосредне ратне опасности редефинисано у ратно стање.[2]
- 10. јуна 1999. бомбардовање је обустављено, чиме је и ратно стање укинуто. Током бомбардовања, страдало је 249 војника, 22 полицајца и око 2.500 цивила. Осим тога, држави је нанета материјална штета од 100 милијарди америчких долара.[3]
- 12. марта 2003. године, в. д. Председница Републике Србије, Наташа Мићић донела је одлуку о ванредном стању на територији Републике Србије, због убиства премијера Зорана Ђинђића. С намером да стане у крај организованом криминалу она је у истом обраћању позвала Војску Србије и Црне Горе као и органе безбедности да обаве своју дужност у таквим ситуацијама, чиме је отпочела акција Сабља у којој су ухапшена сва лица за која се сумњало да имају било какве везе са убиством премијера.[4]
- 22. априла 2003. године, Наташа Мићић укинула је ванредно стање. У свом обраћању рекла је да су мере које је предузела уродиле плодом, те да је држава одбрањена и да су убице премијера ухапшене. Додала је да је тиме задат одлучујући ударац организованом криминалу у Србији.[5]
- 15. марта 2020. године, због пандемије вируса корона и немогућности заседања Народне скупштине Републике Србије, ванредно стање су троструким потписима прогласили Председник Републике Србије Александар Вучић, премијерка Србије Ана Брнабић и Председница Народне скупштине Републике Србије Маја Гојковић. По проглашењу ванредног стања, уведен је низ мера које за циљ имају сузбијање заразе и очување здравља становника.[6]
- 6. маја 2020. године, укинуто је ванредно стање у Србији које је проглашено 15. марта због пандемије вируса корона, након пада броја заражених.